# آدام پالسون
آدام پالسون (سوئدی: Adam Pålsson؛ زادهٔ ۲۵ مارس ۱۹۸۸) بازیگر اهل سوئد است.
از فیلم‌ها یا برنامه‌های تلویزیونی که وی در آن نقش داشته‌است می‌توان به ایفای نقش  کورت والاندر در سریال معروف نتفلیکس با نام والندر جوان اشاره کرد.